# Mikhaïl Pokrovski
Mikhaïl Nikolàievitx Pokrovski (rus: Михаи́л Никола́евич Покро́вский, 29 d'agost [C.J. 17 d'agost] de 1868 – 10 d'abril de 1932) fou un historiador marxista rus. Líder dels historiadors soviètics a la dècada del 1920.« Cap de l'escola històrica marxista a l'URSS ». Membre del Partit Obrer Socialdemòcrata Rus (bolxevics) des d'abril de 1905. Acadèmic de l'Acadèmia Belarussa de Ciències (1928). Acadèmic de l'Acadèmia de Ciències de l'URSS (12.01.1929). Enterrat a la Necròpolis de la Muralla del Kremlin.

## Primers anys
Mikhaïl Pokrovski va néixer el 29 d'agost de 1868 a Moscou en la família d'un funcionari de duanes de l'estat que havia aconseguit noblesa hereditària per part del tsar.
Es va graduar el 1887 amb una medalla d'or al 2n gymnasium de Moscou. El mateix any va ingressar a la facultat històrica i filològica de la Universitat Estatal de Moscou, on es va graduar el 1891 amb un diploma de primer grau. Va ser estudiant de Vassili Kliutxevski i Paul Vinogradoff, dos dels historiadors més reconeguts de l'època.Durant els estudis de Pokrovski a la universitat, la revista Pensament rus, rus: Русская мысль va publicar els seus primers treballs: diverses ressenyes de nous llibres sobre història nacional i estrangera. Després de la seva graduació, va deixar a la universitat "per preparar-se per a la professió" en dos departaments alhora - història russa i mundial. El 1891-1905 va treballar a institucions educatives i organitzacions educatives de Moscou, en particular, va estar a càrrec de la biblioteca del seminari de la Universitat de Moscou, va impartir classes als cursos de docència de dones de Moscou i va impartir classes a escoles secundàries, mentre preparava la seva tesi de màster.
Des del 1896 va estudiar l'obra dels fundadors i intèrprets del marxisme. Primer va recórrer al marxisme en forma de "marxisme legal".
La tesi doctoral de Pokrovsky mai no es va defensar per raons polítiques: les seves opinions es van tornar cada cop més perilloses per a les autoritats (segons el departament de seguretat, "parlava amb gent poc fiable"), el 1902 se li va prohibir absolutament d'impartir magistrals. Al costat dels "marxistes legals", el científic es va implicar en la tasca de la Comissió per a la Lectura Domèstica, encapçalada per Pàvel Miliukov, així com a l'ala esquerra de l'organització política burgeso-liberal Unió d'Alliberament,una organització de classe mitjana que buscava l'establiment d'una constitució per Rússia, i que fou precursora del Partit Constitucional Democràtic.(Cadets)Tanmateix, aviat finalment es va desil·lusionar amb els liberals i es va dirigir al moviment socialista revolucionari i, posteriorment, va combinar amb èxit el treball científic, científic i pedagògic amb l'activitat revolucionària.

## Revolució Russa del 1905

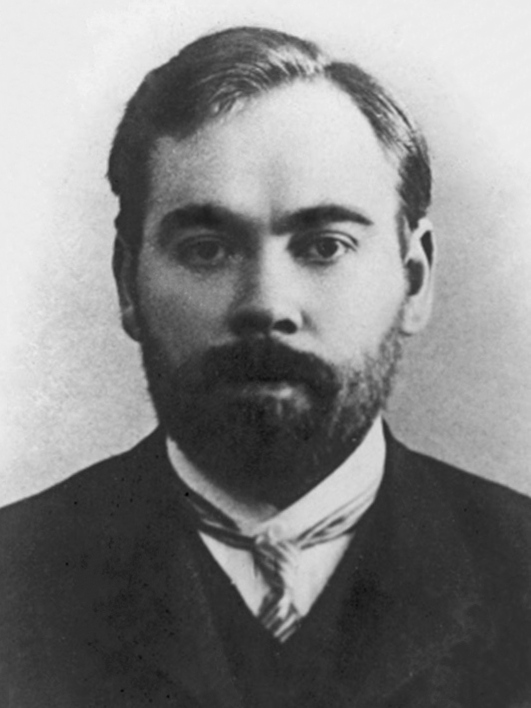
Aleksandr Bogdànov (1873-1928), filòsof i escriptor bolxevic amb qui Pokrovski es va relacionar estretament durant els seus anys d'exili europeu.

A la vigília de la Primera Revolució Russa de 1905-1907, Pokrovski va conèixer (i va fer estreta amistat) els socialdemòcrates Aleksandr Bogdànov, Anatoli Lunatxarski i Ivan Skvortsov-Stepànov, que s'aplegaven al voltant de la revista Pravda. Des del 1904, els articles de Pokrovski es van publicar a la revista, i testimonien la transició de l'historiador a posicions materialistes sòlides. Una revisió crítica del científic de la primera part del “Curs d'Història de Rússia”, rus: Курса русской истории (1904) del seu professor Vassili Kliutxevski va ser rebuda negativament pels antics companys d'estudi de Pokrovski, que compartien les opinions liberals del seu professor universitari.
Pokrovski va denunciar la guerra russojaponesa de 1904-1905 i el tiroteig d'una manifestació pacífica el Diumenge Sagnant i va donar la benvinguda a la Primera Revolució Russa. L'abril de 1905 es va convertir en membre del RSDLP. Des del començament de la seva adhesió al partit, es va unir a la seva ala bolxevic.A l'interior de l'organització bolxevic, Pokrovski estava a prop de la facció radical que envoltava Aleksandr Bogdànov, el grup Vpered ("Endavant").Altres membres clau d'aquesta facció incloïen el futur cap d'educació bolxevic, Anatoli Lunatxarski, i el destacat escriptor Maksim Gorki.
L'estiu de 1905 va visitar Lenin a Ginebra (aquesta va ser la seva primera trobada). Després de tornar de Suïssa a Moscou, va ser elegit membre del grup de conferències del Comitè de Moscou del RSDLP. En ser un dels líders del grup de conferències del Comitè de Moscou, l'editorial revolucionària Kolokol i el consell editorial del periòdic bolxevic Borba (“La lluita”),va dirigir actius treballs de propaganda. Junt amb el seu amic estudiant Nikolai Rojkov, també un destacat historiador, va participar activament en la revolta armada del desembre a Moscou.
Després de la derrota de l'aixecament de desembre, va ser arrestat. El 1906, Lenin el va convidar a cooperar amb el diari bolxevic Proletari. A l'octubre de 1906, va participar en la campanya per a l'elecció de diputats de l'RSDLP a la Segona Duma d'Estat. Delegat al 5è Congrés (Londres) del RSDLP (1907), fou elegit membre candidat del Comitè Central i membre del centre bolxevic, així com del consell editorial del diari Proletari.

## Emigració
El fracàs de la revolució de 1905 va fer que Pokrovski emigrés, primer a Finlàndia, abans de fer el seu camí cap a França el 1908. Pokrovski romandria a l'exili francès fins a l'arribada de la Revolució d'Octubre de 1917. Fou a l'exili francès. que Pokrovski va escriure la seva primera obra historiogràfica més important, Història de Rússia des de l'antiguitat, rus: Русская история с древнейших времен publicada en cinc volums de 1910 a 1913.
Bogdànov i els vperedistes van establir una escola de partit marxista a l'illa italiana de Capri a principis de 1909, amb l'objectiu d'educar i formar russos de classe treballadora a futurs líders del partit, amb la intenció que el projecte estigui obert a adeptes de les organitzacions bolxevic i menxevic. Es va convocar a Pokrovski com a acadèmic del partit per donar conferències a l'escola de Capri sobre el tema de la història russa. Després de l'expulsió de Bogdànov del Partit Bolxevic el 1909, Pokrovski el va seguir fora d'aquesta organització.Es mantindria com a radical no bolxevic fins a l'any revolucionari de 1917, quan va tornar a Moscou i es va convertir en membre del Soviet de treballadors, diputats i soldats de Moscou.
Els vperedistes a l'exili van establir una segona escola russa del partit a Bolonya, Itàlia, del 1910 al 1911, buscant de nou la participació de les ales bolxevic i menxevic del Partit Obrer Socialdemòcrata Rus. Pokrovski va tornar a participar en aquest projecte com a professor d'història, al qual es van unir Lunatxarski, Bogdànov i altres. Els líders de les faccions, Lenin i Gueorgui Plekhànov eren hostils al projecte, i l'escola de Bolonya -i amb ella el propi grup Vpered- es va desintegrar posteriorment.

## Anys posteriors a la Revolució d'Octubre
Pokrovski va tornar a Rússia l'agost de 1917 després de la Revolució de Febrer de 1917 que va enderrocar el tsar Nicolau Romànov II. El mes següent va ser formalment readmès al partit bolxevic i es trobar aviat en una posició de confiança i autoritat, editant el diari soviètic de Moscou Izvéstia.
Després de la Revolució d'Octubre que va portar el partit bolxevic al poder, Pokrovski va ser nomenat comissari per a les relacions exteriors del soviet de Moscou. També va ser escollit membre de la comissió que va redactar la primera constitució de la Rússia soviètica el 1918 i el març de 1918 va ser elegit president del Consell de Comissaris del Poble per a la regió de Moscou.Quan l'antic vperedista Anatoli Lunatxarski fou assenyalat com a primer cap del Comissariat Popular d'Educació (successor del Ministeri d'Educació Pública rus), Lenin li va suggerir directament que la seva pròpia muller, Nadejda Krúpskaia, i Pokrovski fossin inclosos com a principals organitzadors, amb Lunatxarski, del nou organisme governamental.
| «                                              | (rus) В комиссариате просвещения есть два — и только два — товарища с заданиями исключительного свойства. Это — нарком, т. Луначарский, осуществляющий общее руководство, и заместитель, т. Покровский, осуществляющий руководство, во-первых, как заместитель наркома, во-вторых, как обязательный советник (и руководитель) по вопросам научным, по вопросам марксизма вообще. | (català) El comissariat d'educació compta amb dos -i només dos- camarades amb tasques d'una qualitat excepcional. Es tracta del comissari del poble, camarada Lunatxarski, que exerceix el lideratge general, i el camarada Pokrovski, que exerceix el lideratge, en primer lloc, com a vicecomissari popular, i, segon, com a assessor indispensable (i líder) en qüestions científiques, sobre marxisme en general. | » |
| — V. I. Lenin Obres completes T 42. - pàg. 324 | | |   |

Pokrovski es convertiria en comissari adjunt del reformat ministeri educatiu el maig de 1918, i supervisaria la direcció d'aquest organisme durant les freqüents absències de Lunatxarski des de Moscou durant la resta de 1918.
Pokrovski va tornar a fer d'oposició el 1919, quan va prestar el seu suport a Nikolai Bukharin i els comunistes d'esquerra per oposar-se al Tractat de Brest-Litovsk — una qüestió de debat amarg i divisiu dins del Partit Comunista Rus.

## Impacte a les institucions soviètiques
La influència de Pokrovski resta acreditada, en certa manera, en algunes entitats educatives soviètiques. S'inclouen les "facultats de treballadors" (rabfaki) establertes per impartir educació preparatòria universitària als treballadors de fàbriques per permetre la seva admissió a l'educació superior sense haver-se graduat del procés d'educació secundària formal. Pokrovski també va ser fonamental per a la creació de l'Institut de Professors Rojos (IKP, per les seves sigles en rus), una escola de postgrau de facto per a la formació avançada d'historiadors, economistes, filòsofs, juristes i científics naturals. Va ser cap de l'IKP de 1921 a 1931.
Pokrovski també va ser cofundador de l'Associació Russa d'Instituts de Recerca de Ciències Socials (RANION, per les seves sigles en rus), una mena de think tank que permetia als estudiosos no marxistes de participar en projectes d'investigació sociològica. Pokrovski va ser un defensor constant de portar crítics moderats al règim a l'establishment educatiu, i intentà sense èxit aconseguir càrrecs docents a la Universitat de Moscou per a destacats intel·lectuals menxevics com Iuli Màrtov i Nikolai Sukhànov.
El 1925 Pokrovski va ser escollit primer president de la Societat d'Historiadors Marxistes i va ser durant un temps també l'editor de la seva revista, Istorik-marksist. També va ser un dels fundadors dels Arxius Centrals de l'Estat de la RSFSR i editor de la seva revista, Krasni arkhiv ("Arxiu roig"), una de les principals publicacions d'història acadèmica de la dècada del 1920 a la Unió Soviètica.
Va ser un dels deu primers candidats de la llista del partit, que va ser nominat el 1928 com a membre de ple dret de l'Acadèmia de les Ciències de l'URSS. Juntament amb David Riazànov, el març de 1928, es va adreçar a la direcció del PCUS amb la sol·licitud de no incloure'ls en la llista de sol·licitants, però la comissió de Politburó va rebutjar-ne la sol·licitud." Tot i que la candidatura del camarada Pokrovski és impugnable per a alguns acadèmics, es manté fermament i es mantindrà", va informar el comitè d'observació electoral de l'Acadèmia de les Ciències al Politburó l'octubre de 1928.
Va assolir la seva màxima posició a l'aparell del Partit Comunista l'any següent, quan va ser nomenat membre del presídium de la Comissió Central de Control del PCUS, un organisme disciplinari elegit i que es trobava en paral·lel al Comitè Central de govern del Partit Comunista Rus. Pokrovski va ser també membre del Comitè Executiu Central de Totes les Rússies i del Comitè Executiu Central de la Unió Soviètica, òrgans oficials no partidaris que es van atrofiar en importància amb el pas del temps.

## Opinions sobre el paper de la història en la societat
| « | (rus) В нашей науке специалисту–немарксисту грош цена. | (català) En la nostra ciència, un especialista no marxista no serveix de res. | » |

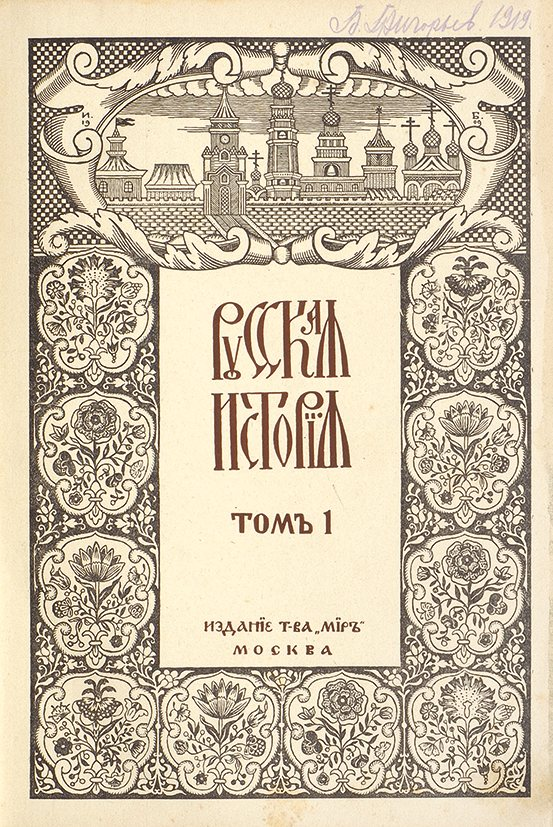
Història de Rússia (tom 1)

El socialisme, des del punt de vista de Pokrovski, "és la transferència de terres i totes les seves obres, així com tots els objectes de producció, fàbriques, fàbriques, etc., a mans dels qui treballen." Amb l'arribada del socialisme, el desenvolupament de la societat no acabarà. Però el que passarà després del socialisme "no ho podem preveure".
Hi ha certes lleis mitjançant les quals es desenvolupa qualsevol societat humana. Coneixent aquestes lleis, es pot "predir el curs del desenvolupament humà no només en els propers anys, sinó també en desenes, centenars d'anys". Així, Pokrovski arriba a la conclusió que el coneixement del passat permet conèixer el futur i "aquell que preveu el futur domina aquest futur".
El desenvolupament de la tècnica de l'historiador està determinat per l'estructura de classes de la societat: “una o una altra estructura de la societat pot frenar terriblement aquest desenvolupament o accelerar-lo molt”. Pokrovski il·lustra aquesta idea amb l'exemple de la invenció de la màquina de vapor:
| « | Diuen que la màquina de vapor es va inventar a Anglaterra a la segona meitat del segle xviii. I això no és així en absolut. La gent coneixia l'acció del vapor a l'antiguitat, fa més de dos mil anys. Però l'economia era aleshores propietària d'esclaus, els propietaris tenien un gran nombre de persones fortes i musculades: la seva musculatura substituïa totes les màquines i la màquina de vapor, inventada per un científic aleshores, no va tenir èxit - no va arrelar. | » |

El millor dispositiu social per al desenvolupament de la tecnologia és el socialisme. El capitalisme "amb la seva ferotge competència entre emprenedors, amb el seu desig que els empresaris monopolitzin, especialment en els darrers temps, poden dificultar el desenvolupament de la tecnologia de manera no pitjor que l'economia esclavista".
En els seus propis escrits historiogràfics, Pokrovski va emfatitzar la teoria marxista i la brutalitat de les classes altes. En la seva Història de Rússia des de l'antiguitat (1910–13),va escriure que "la Gran Rússia es va construir sobre els ossos de les nacions no russes ... en el passat nosaltres els russos érem els majors atracadors de la Terra". També va rebaixar el paper de la personalitat en favor de l'economia i la lluita de classes com a fil conductor de la història.

## Mort i llegat
Mikhaïl Pokrovski va morir de càncer el 10 d'abril de 1932.
La mort de Pokrovski va ser seguida per esforços per marginar el seu rebuig a una història nacional patriòtica poblada per herois i vilans individuals, un enfocament popularitzat en la història soviètica plasmat en l'obra de quatre volums de Pokrovski Història russa en la seva versió més concisa, rus: Русская история в самом сжатом очерке.
El març del 1934, el Politburo del Partit Comunista rus va abordar la qüestió dels llibres de text d'història nacional, amb el secretari general Ióssif Stalin que opinava amb força que la influència de Pokrovski havia estat decisiva per propagar una presentació massa abstracta i esquemàtica de la història nacional. Desenes d'estudiosos es van posar a la tasca d'escriure un nou llibre de text estàndard d'història el 1934 i el 1935. Malgrat l'intens esforç, durant aquests anys no es va produir un sol llibre satisfactori per al règim.
El gener de 1936 es va constituir una altra comissió de llibres de text, presidida per Andrei Jdànov, que incloïa diversos funcionaris principals del Partit Comunista, entre ells Nikolai Bukharin, Karl Ràdek, Iàkov Iàkovlev i Karl Bauman, entre d'altres. Juntament amb el treball d'aquesta comissió, Bukharin va escriure una crítica llarga sobre Pokrovski i la seva metodologia, on acusava l'historiador difunt d'adherir-se mecànicament a fórmules sociològiques abstractes, no haver entès i aplicar correctament el mètode dialèctic i de tendència a representar la història com un procés cruament universal. La Comissió de Jdànov, en consulta amb Stalin, va publicar un comunicat influent on s'assenyalava que 
| « | Entre alguns dels nostres historiadors, especialment els historiadors de l'URSS, han arrelat opinions anti-marxistes, anti-leninistes, essencialment liquidacionistes, anti-científiques sobre la ciència històrica. El Consell dels comissaris del poble i el Comitè Central del Partit Comunista dels Bolxevics de tota la Unió remarquen que aquestes tendències nocives i els intents d'eliminar la història com a ciència s'associen principalment a la difusió entre alguns dels nostres historiadors d'unes opinions històriques errònies que són característiques de l'anomenada escola històrica de Pokrovski. | » |

L'atac implacable de Pokrovski contra l'antic règim tsarista com a "presó de pobles" i "gendarme internacional" es considerava des d'ara endavant un "nihilisme nacional" antipatriòtic i es va establir una nova ortodòxia històrica nacionalista russa. Aquesta nova ortodòxia oficial va romandre vigent durant tota la vida de Stalin.
Només després de la mort del líder soviètic i la posterior renúncia de les seves polítiques pel Partit Comunista, l'obra de Pokrovski va recuperar certa influència entre els historiadors acadèmics de l'URSS. Malgrat que els seus crítics el consideren un polèmic marxista rígid, a Pokrovski també se'l reconeix com un "erudit conscient que no sacrificaria l'honradesa intel·lectual a les exigències de la propaganda" per part d'altres, la qual cosa deixa el seu llegat ambigu.

## Selecció d'obres
- Pokrovski, Mikhaïl: Historia de la cultura rusa. Madrid: Editorial España, 1929. Traducció al castellà d'Andreu Nin
- Pokrovski, Mikhaïl: La revolución rusa. Madrid: Editorial España, 1931. Traducció al castellà d'Andreu Nin.
- Pokrovski, Mikhaïl. «Introduction». A: Russia in World History: Selected Essays [Rússia a la història mundial: assaigs seleccionats] (en anglès). Traducció: Roman Szporluk i Mary Ann Szporluk.  Ann Arbor: University of Michigan Press, 1970. ISBN 9780472087372 [Consulta: 14 maig 2019].